# 兵庫県道532号朝阪山南線
兵庫県道532号朝阪山南線（ひょうごけんどう532ごう あさかさんなんせん）は、兵庫県丹波市を通る一般県道である。

## 概要
丹波市氷上町朝阪から丹波市山南町北和田に至る。

### 路線データ
- 起点：丹波市氷上町朝阪[1]（京都府道・兵庫県道109号福知山山南線交点）
- 終点：丹波市山南町北和田[1]（京都府道・兵庫県道109号福知山山南線交点）
- 総延長：3.8 km[1]

## 地理

### 通過する自治体
- 丹波市

### 交差する道路
| 交差する道路                        | 交差する場所 | 交差する場所 |
| ----------------------------------- | ------------ | ------------ |
| 京都府道・兵庫県道109号福知山山南線 | 氷上町朝阪   | 起点         |
| 京都府道・兵庫県道109号福知山山南線 | 山南町北和田 | 終点         |

### 沿線
- 加古川